# ابن اللحام
عَلَاءُ الدِّينِ الحَافِظُ أَبُو الْحَسَنِ عَلِيُّ بْنُ مُحَمَّدِ بْنِ عَلِيِّ بْنِ عَبَّاسِ بن شَيْبَانِ الْبَعْلِيُّ ثُمَّ الدِّمَشْقِيُّ الْحَنْبَلِيُّ المعروف اختصارًا بـ ابن اللَّحَّام (صفر 752هـ – 11 ذو الحجة 803هـ / أبريل [نسيان] 1351 – 31 يوليو [تموز] 1401م) نسبةً لحرفة أبيه، هو فقيه أصولي حنبلي.

## مولده وعلمه
ولد ابن اللحام في بعلبك سنة 752 هـ ، توفي أبوه وهو رضيع فنشأ في كفالة خاله ، فعلمه صنعة الكبابي ، ثم حبب إليه طلب العلم . فتفقه على علماء بلده بعلبك ، ثم انتقل إلى دمشق وتلمذ على يدي ابن رجب الحنبلي (736-795 وغيره ، وقد برع في المذهب الحنبلي ودرس فيه وأفتى ، وشارك في الفنون ، وناب في الحكم عن قاضي القضاة العلاء ابن المنجى ، ووعظ في الجامع الأموي في حلقة ابن رجب من بعد موته ، فكانت مواعيده حافلة، ينقل فيها مذاهب الأئمة محررة من كتبهم ، مع حسن المجالسة، وكثرة التواضع .

## مؤلفاته
1. تجريد العناية في تحرير أحكام النهاية .
2. الأخبار العلمية من الاختيارات الفقهية لشيخ الإسلام ابن تيمية .
3. القواعد والفوائد الأصولية .
4. المختصر في أصول الفقه .

## وفاته
توفي الحافظ ابن اللحام سنة 803 هـ عن عمر جاوز الخمسين.